# Парадокс Бертрана (економіка)
Парадо́кс Бертра́на — в економіці — парадокс, названий на честь Джозефа Бертрана, який описує ситуацію, коли два гравці (компанії) при досягненні стану рівноваги Неша залишаються без прибутків внаслідок конкуренції.

## Приклад
Нехай дві компанії, А та Б, продають однаковий товар з однаковою собівартістю та дистрибуцією, через що покупці обирають товар виходячи винятково із його ціни. Зрозуміло, що і А і Б не стануть встановлювати ціну більшу, ніж конкурент, оскільки це призведе до втрати ринку. Якщо вони встановлять однакову ціну, компанії будуть розділяти як ринок, так і прибутки.
З іншого боку, якщо одна із компаній зменшить ціну на свій товар, навіть незначно, вона отримає цілий ринок та істотно більший прибуток. Оскільки це знають обидві компанії, вони обидві намагатимуться зробити це доти, поки продукт не буде продаватись без прибутку. Цей стан і є станом рівноваги Неша.
Парадокс Бертрана рідко трапляється в житті, тому, що справжні продукти майже завжди диференційовані ще якось окрім ціни (бренд, щонайменше); компанії мають обмежені можливості обсягів виготовлення та дистрибуції; дві компанії рідко коли мають однакову собівартість виробництва.
Висновок Бертрана є парадоксом тому, що коли кількість компаній збільшується від однієї до двох, ціни зменшуються від монопольних до конкурентних та залишаються незмінними зі збільшенням кількості компаній. Це не є дуже реалістичним, тому, що в реальному світі зі збільшенням кількості компаній ціна, як правило, зменшується. Емпіричний аналіз показує, що в більшості галузей з двома конкурентами все ж таки досягається отримання прибутків.
Деякі із причин, чому парадокс Бертрана не завжди трапляється:
- Обмеженість обсягів — іноді фірми мають недостатньо виробничих потужностей, аби задовольнити весь попит;
- Диференціація продуктів — якщо продукти різних фірм диференційовані (відрізняються властивостями), покупці можуть не переходити на споживання продуктів з меншою ціною;
- Динамічна конкуренція — тривала взаємодія та цінова конкуренція можуть призвести до встановлення ціни вище MC в стані рівноваги.
- Більше прибутків при вищій ціні — якщо компанія встановить ціну трохи вище, аніж конкуренти, вона матиме приблизно таку ж кількість продажів, але більше прибутку від кожної продажі, тому інша компанія також підвищить ціну на свій товар, і так далі.